# Løgstør Golfbane
Løgstør Golfbane er en 18-hullers golfbane, som blev etableret i 2005-06 af Løgstør Golfklub. Banen ligger lige ned til Limfjorden, som der er udsigt til fra de fleste af hullerne.

## Eksternt link
- Golfbanens informationsbrochure (Webside ikke længere tilgængelig)

|  | Denne artikel om en bygning eller et bygningsværk kan blive bedre, hvis der indsættes et (bedre) billede. Du kan hjælpe ved at afsøge Wikimedia Commons for et passende billede eller lægge et op på Wikimedia Commons med en af de tilladte licenser og indsætte det i artiklen. |

56°56′58″N 9°14′52″Ø / 56.9495°N 9.2478°Ø